# دوري هونغ كونغ لكرة القدم 1956–57
دوري هونغ كونغ لكرة القدم 1956–57 هو الموسم 12 من دوري هونغ كونغ لكرة القدم ‏. كان عدد الأندية المشاركة فيه 13، وفاز فيه نادي جنوب الصين.